# Paul Castellano

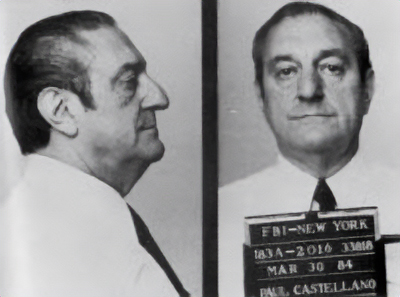
Polizeifoto von Paul Castellano

Constantino Paul Castellano (* 20. Juni 1915 in Brooklyn; † 16. Dezember 1985 in Manhattan) war ein hochrangiger Mobster in New York City und Oberhaupt der Gambino-Familie.

## Leben

### Frühe Jahre
Castellano wurde 1915 in Brooklyn als Sohn von Giuseppe Castellano und Concetta (geborene Casatu) geboren. Giuseppe war Metzger und Mitglied der Bande Mangano-Familie, der Vorläufer der Gambino-Familie.
Castellanos Schwester Kathryn war mit Carlo Gambino verheiratet. In Brooklyn begann seine Verbrecherkarriere. 1934 wurde er erstmals für einen bewaffneten Überfall inhaftiert. Er verriet seine beiden Komplizen nicht und saß alleine eine Haftstrafe von drei Monaten ab, was seine Reputation in seinem kriminellen Umfeld erheblich steigerte.
In den 1970er Jahren verschlechterte sich der Gesundheitszustand von Carlo Gambino und er baute seinen Schwager und Cousin Paul Castellano als Nachfolger auf, gegen den ranghöheren und – aus Sicht der Traditionalisten der Familie – geeigneteren Aniello Dellacroce. Dadurch wurde der Clan gespalten und es standen sich eine Brooklyn- und eine Manhattan-Fraktion gegenüber. Während die Brooklyn-Fraktion zu Castellano neigte, hing die Manhattan-Fraktion Dellacroce an. Beide Teile verfolgten auch eine unterschiedliche Strategie. Während die Brooklyn-Fraktion eher zu Delikten der Wirtschaftskriminalität neigte, die hochprofitabel war, aber unter geringerem Verfolgungsdruck von Seiten des Staates stand, verfolgte Dellacroces Fraktion die üblichen kriminellen Betätigungen wie Drogenhandel, illegale Prostitution und Glücksspiel. Castellanos Strategie spiegelte letztlich die bereits von Gambino betriebene Methode, illegales Geld in scheinbar legale Geschäfte zu investieren. Seine Familie beherrschte auf diese Weise insbesondere den Fleischhandel in der Stadt.
Castellano wurde nach dem Tod Carlo Gambinos am 18. Oktober 1976 der neue Chef des Gambino-Clans. Dellacroce und sein Gefolgsmann John Gotti stimmten widerwillig zu.

### Die Spaltung der Familie
Die Cosa Nostra New Yorks war nie aus moralischen Gründen gegen den Handel mit Heroin oder Kokain gewesen, aber viele alte Mafiosi vom Schlage Castellanos fürchteten den steigenden Verfolgungsdruck seitens der Behörden und die Auswirkungen innerhalb der Organisation selbst. Außerdem hatten Mafiabosse vom Schlage Castellanos ihre geschäftlichen und gesellschaftlichen Aktivitäten teilweise legalisiert und sich zu kriminellen Geschäftsleuten gewandelt. Von diesen Geschäften profitierten die „streetcrews“ vor Ort nicht, und unter den einfachen Mitgliedern breitete sich Unmut aus; insbesondere da Bosse wie Castellano im Gegenzug keineswegs auf ihren Gewinnanteil von Seiten der Mitglieder verzichteten, diesen das lukrative Drogengeschäft aber untersagten und der sizilianischen Cosa Nostra überließen – gegen Gewinnbeteiligung (Pizza Connection).
In den frühen 1980er Jahren kam es deshalb insbesondere mit John Gotti, welcher der Fraktion des Unterbosses Dellacroce angehörte, zu immer größeren Spannungen. Gotti und sein Umfeld bewerteten die Handlungsweise Castellanos als habgierig und egoistisch. Außerdem waren mehrere Mitglieder der Dellacroce-Gruppierung trotz des Verbots in den Drogenhandel eingestiegen. Unter diesen Leuten befand sich neben Angelo Ruggiero auch Gottis Bruder Gene Gotti. Die Autorität von Castellano war damit in Frage gestellt. Aber auch sein Rückhalt bei der Manhattan-Fraktion schwand mehr und mehr, da deren einfache Mitglieder ebenfalls längst in den Drogenhandel eingestiegen waren. Castellano konnte sich aber halten, weil die Häupter der übrigen vier New Yorker Familien seinetwegen ebenfalls glänzende Geschäfte machten; zudem hielt Dellacroce seine Leute zurück, weil er keinen Bandenkrieg wünschte.
Als Abhörmaßnahmen des FBI 1983 dreizehn Mitglieder der Gambino-Familie mit Rauschgiftgeschäften in Verbindung brachten, spitzte sich das Problem zu. Das FBI hatte unter anderem Telefonate von Angelo Ruggiero abgehört, die auch John Gotti und dessen Bruder Gene Gotti belasteten. Castellano drängte darauf, Einsicht in die Mitschnitte zu erhalten, um sein Verbot des Drogenhandels gegebenenfalls durchzusetzen und seine Autorität durchzusetzen. Versuche Ruggieros und John Gottis, durch Dellacroce Castellano hiervon abzubringen, gelangen 1984 und 1985, scheiterten aber schließlich an Dellacroces fortgeschrittener Krebserkrankung. 1985 wurde zudem bekannt, dass Castellano längere Zeit vom FBI abgehört worden war; er wurde nun von vielen Mafiosi selbst als Risikofaktor angesehen, da man fürchtete, er könne einen Deal mit der Staatsanwaltschaft unter Rudy Giuliani aushandeln. Im Februar 1985 war Castellano einer der Angeklagten im Mafia Commission Trial.
Der Punkt, der den Konflikt zur Eskalation brachte, war der Tod des Stellvertreters Dellacroce, welcher am 2. Dezember 1985 seinem Krebsleiden erlag und bis dahin eine mäßigende Wirkung auf Gotti ausgeübt hatte, da er Gotti immer wieder an die Verpflichtung erinnerte, sich dem Oberhaupt Castellano unterzuordnen.
Den ersten schwerwiegenden Fehler beging Castellano nun, als er ausgerechnet der Beerdigung seines Stellvertreters Dellacroce fernblieb, wahrscheinlich aus Furcht vor einem Attentat. Doch dies wurde nicht nur von vielen Mitgliedern der Gambino-Familie, sondern auch von verschiedenen ranghohen Personen der anderen New Yorker Familien als mangelnde Respektsbekundung gewertet. John Gotti erkannte, dass sich nun niemand mehr vor Castellano stellen würde. Angesichts der angeblich drohenden Gefahr, dass Castellano nun gegen die Überreste der Dellacroce-Gotti-Crew vorgehen würde – sein Fernbleiben sei ein Hinweis darauf –, entschloss sich Gotti nun, selbst die Initiative zu ergreifen, und plante die Beseitigung seines Bosses.

### Attentat
Am 16. Dezember wurde Castellano zusammen mit seinem neuen Unterboss Thomas Bilotti vor dem Sparks Steak House in Manhattan, wo er sich vermutlich an diesem Tag mit John Gotti zu einer Aussprache treffen wollte, von vier Männern erschossen. Im Restaurant befanden sich bereits Frank DeCicco und James Failla; sie waren möglicherweise in das Mordkomplott nicht eingeweiht. Eventuell war auch Armond Dellacroce, Sohn des verstorbenen Aniello Dellacroce, im Restaurant anwesend.
Das gesamte Team, welches an diesem Attentat beteiligt war, bestand vermutlich aus elf Männern (inklusive des Hauptauftraggebers John Gotti), wobei Gravano und Gotti die Tat von einem Auto aus beobachteten. Das eigentliche vierköpfige hit team bestand vermutlich aus Vincent Artuso, Salvatore „Fat Sally“ Scala, Edward Lino und John Carneglia. Als Rückhalt für eventuelle Probleme standen wahrscheinlich Dominick Pizzonia, Angelo Ruggiero, Joseph Watts, Richard „The Iceman“ Kuklinski und Anthony „Tony Roach“ Rampino bereit. Polizeiquellen vermuten, dass Carneglia die tödlichen Schüsse auf Castellano abgegeben hat, während Rampino Thomas Bilotti ermordete. Beide Opfer wurden von je sechs Kugeln getroffen. Der Mord ging als „Steakhouse Massacre“ in die Kriminalgeschichte ein.
Insbesondere bei James Failla ist sein Grad der Beteiligung umstritten, da seine Anwesenheit im Restaurant von einigen als aktive Beteiligung gesehen wird, während andere annehmen, er habe unwissentlich als Lockvogel gedient. Zeugen sagten aus, dass DeCicco und Failla nach den Schüssen aus dem Restaurant gerannt seien und Failla sogar den Puls von Castellano zu fühlen versucht habe.
Als Angehöriger der Brooklyn-Fraktion gehörte zumindest Failla nicht der unzufriedenen Manhattan-Fraktion an; glaubwürdiger erscheint daher die These, dass er vielmehr zusammen mit Daniel „Danny“ Marino an den späteren Attentaten auf Gotti und DeCicco – in Zusammenarbeit mit der Genovese-Familie – verwickelt war, da beide nicht mit dem Mord an Castellano einverstanden gewesen waren. Die Ermordung von Gotti hätte zu diesem Zeitpunkt Failla zum neuen Boss der Gambino-Familie gemacht.

## Nachlass
John Gotti, der den Rückhalt einflussreicher Capos der Familie wie Salvatore Gravano hatte, wurde nun einstimmig zu Castellanos Nachfolger gekürt. Der alte Consigliere Castellanos, Joseph N. Gallo, wurde abgesetzt, da er selbst Ambitionen auf den Posten des Oberhauptes gehegt hatte. Gotti hatte dieses Ansinnen lapidar abgetan:

“Joe, you ain't no Pauli. (Paul Castellano)”

„Joe, du bist kein Pauli.“

Gotti machte DeCicco zu seinem Unterboss und Gravano zum Consigliere, da beide am Attentat beteiligt waren; seinen Bruder Gene beförderte er zum „Capo decina“.
Am 24. Juni 1992 wurde Gotti zu einer lebenslangen Haft ohne Möglichkeit auf Begnadigung in einem Bundesgefängnis verurteilt, unter anderem wegen des Mordes an Paul Castellano. Gotti konnte überführt werden, weil Salvatore Gravano, zu diesem Zeitpunkt sein Unterboss, ein umfassendes Geständnis abgelegt hatte.

## Filme
Folgende Schauspieler haben Castellano in den genannten Filmen dargestellt:
- Chazz Palminteri im Fernsehfilm Boss of Bosses (TNT, 2001) sowie im für 2013 angekündigten Film Gotti: In The Shadow Of My Father.
- Richard C. Sarafian im Fernsehfilm Der Todeskuss der Cosa Nostra (OT: Iron Rules – Nach eisernen Regeln oder Gotti: The Rise and Fall of a Real Life Mafia Don; HBO, 1996).
- Abe Vigoda im Fernsehfilm The Mob – Der Pate von Manhattan (Witness to the Mob; NBC, 1998).